# トロイ・マーフィー
トロイ・ブランドン・マーフィー（Troy Brandon Murphy、1980年5月2日 - ）は、アメリカ合衆国ニュージャージー州モリスタウン出身のバスケットボール選手。ポジションはセンター。身長211cm、体重111.1kg。

## 経歴

### NBA
ノートルダム大学に3年間在籍した後、アーリーエントリーを宣言。2001年のNBAドラフトにおいてゴールデンステート・ウォリアーズから全体14位指名を受けた。ルーキーイヤーの2001-02シーズンは地味な成績で終えたものの、2年目の2002-03シーズンは躍進。開幕から先発起用されると、ダブル・ダブルを量産。10リバウンド以上獲得できる選手として認知されるようになった。2月のオールスターウィークエンドではルーキーチャレンジ（新人のオールスター）に2年目の選手代表として出場した。また、この年のMIPを選出する投票では3位だった。しかし期待された3年目の2003-04シーズンは、故障によって28試合の出場に留まり、不本意なシーズンを過ごした。
2004-05シーズンは3ポイントシュートに目覚める。キャリアでは前年に17本の3Pシュートを試みたのが最高だったが、この年は70試合出場のうち148本ものシュートを放って59本成功させた（確率は.399）。オフェンスにおいても平均15.4得点を記録し、また平均10.8リバウンドで一昨年以来のシーズンダブルダブルを記録している。2005-06シーズンは若干成績は下降しているが大きな怪我をすることなく74試合の出場を果たした。
2006-07シーズンは低迷するウォリアーズを再編すべくドン・ネルソンが11年ぶりにHCに就任。開幕前はマーフィーをセンター起用する方針でいたが、結局、アンドリス・ビエドリンシュが先発センターを務めることになり、昨年同様パワーフォワードでの先発になった。また開幕前のプレシーズンゲームにおいて相手選手と接触した際に鼻骨を骨折。開幕戦からはフェイスガードを装着して望むことになった。その後、プレイ面では不調。故障も重なって欠場を繰り返した。そしてシーズン途中の1月17日、トレードによりアル・ハリントン、スティーブン・ジャクソン、シャルーナス・ヤシケヴィチュス、ジョシュ・パウエルと交換で、マイク・ダンリービー・ジュニア、アイク・ディオグ、キース・マクリオドと共に、インディアナ・ペイサーズへ移籍した。
2010年オフに､トレードで､ニュージャージー・ネッツへ移籍。
2011年2月23日に､ユタ・ジャズ（当時）のデロン・ウィリアムスらが絡む､三角トレードにより､かつて所属したゴールデンステート・ウォリアーズへ放出された後､バイアウトで解雇され、3月2日にボストン・セルティックスと契約。
2011-12シーズンはロサンゼルス・レイカーズでプレーし、2012-13シーズンはダラス・マーベリックスで数試合プレーした後解雇され、引退となった。

## プレイスタイル
前述の通り、2004年以降は3Pシュートも多投するようになったビッグマンである。元々フリースローも高確率で決めており、長身の割りには器用だったといえよう（長身選手には外郭からのシュートやフリースローを苦手にする選手が数多い）。外郭からのシュートのおかげで3Pラインの外側、またハイポストからローポストまで、シュートセレクション（シュートの選択肢）の幅が広がった。やはりファンの多くは最大の魅力をリバウンドに感じており、毎試合10個前後を記録する。キャリアハイは2003年に記録した22リバウンドである。しかし211cmの身長ながらブロックショットはキャリア平均0.4ブロックで、非常に少ない。